# Vasilis Hatzipanagis
Vasilis Hatzipanagis (en griego: Βασίλης Χατζηπαναγής; n. 26 de octubre de 1954, Taskent, Uzbekistán) es un exfutbolista internacional griego. Jugó en dos clubes durante toda su carrera, el Pakhtakor Tashkent de la Soviet Top Liga y el Iraklis FC de la Alpha Ethniki griega.
Fue internacional olímpico con la Unión Soviética y posteriormente con Grecia. Pese a haber jugado sólo dos partidos con la selección griega, Hatzipanagis es considerado como uno de los mejores futbolistas de la historia del fútbol heleno.

## Biografía
Vasilis Hatzipanagis nació en el seno de una familia de refugiados políticos griegos a la Unión Soviética. Fue descubierto por el FC Pakhtakor, uno de los principales clubes de Taskent y quisieron ficharlo, pero la normativa exigía que el joven tenía que solicitar la ciudadanía soviética para poder jugar en la máxima categoría del fútbol soviético. Hatzipanagis hizo su debut profesional a la edad de 17 años.

## Carrera profesional
Hatzipanagis disputó un total de 96 partidos de liga con el Pakhtakor Tashkent, con el que logró ascender a la Soviet Top Liga en 1972, convirtiéndose en el primer —y a la postre único— equipo uzbeko que disputaba la primera división del fútbol soviético.
Tras tres años en el club de su ciudad natal, el futbolista fichó por el Iraklis griego. Tal era su reputación en ese momento que llenó el estadio para su primer partido en diciembre de 1975. La afición del Iraklis fue una de las razones de que Hatzipanagis nunca fichase por alguno de los tres grandes del fútbol griego, además de su buen contrato con el Iraklis. A pesar del interés de equipos europeos como el Arsenal o el Lazio, el futbolista permaneció en el Iraklis y la directiva del club temía las consecuencias de una posible venta de la estrella favorita del público. Hatzipanagis ganó con el Iraklis una Copa de Grecia y una Copa de los Balcanes. Se despidió del fútbol en activo en un partido de Copa de la UEFA ante el Valencia CF en octubre de 1991 en su 37 cumpleaños.
El reconocimiento internacional a su calidad llegó en junio de 1984, cuando fue invitado a unirse a un equipo del resto del mundo con Franz Beckenbauer, Mario Kempes, Kevin Keegan y Dominique Rocheteau contra el New York Cosmos. Posteriormente, en noviembre de 2003, para celebrar el 50 aniversario de la UEFA, fue elegido como el Jugador de Oro de Grecia de los últimos 50 años por la Federación Griega de Fútbol.

## Clubes
| Club                 | País       | Año       | Partidos(Goles) |
| -------------------- | ---------- | --------- | --------------- |
| FC Pajtakor Tashkent | Uzbekistán | 1972−1975 | 96 (22)         |
| Iraklis FC           | Grecia     | 1975−1990 | 281 (62)        |

## Selección nacional
Hatzipanagis fue convocado con la selección sub-19 de la Unión Soviética y participó en la fase de clasificación para los Juegos Olímpicos de 1976. Su debut fue en la victoria por 3-0 contra Yugoslavia, partido en el que anotó un gol. Posteriormente disputó otros tres partidos, dos contra Islandia y uno contra Noruega. Sin embargo, a pesar de que el entrenador nacional Konstantin Beskov le dijo que su habilidad estaba "muy por encima del nivel de Grecia", el futbolista decidió fichar por el Iraklis y jugar para la selección de la tierra de su familia.
El debut de Hatzipanagis con la selección griega fue en un partido amistoso contra Polonia en el estadio Apostolos Nikolaidis en mayo de 1976. La multitud de Atenas quedó hechizada con la habilidad del extremo con el balón. Pese a ello, la carrera internacional a nivel de selecciones de Hatzipanagis quedó truncada al comunicársele que no podía volver a ser elegido por haber jugado con la Unión Soviética. Su segunda aparición con el equipo nacional llegó muchos años después de su retiro, cuando jugó durante 20 minutos en el partido amistoso contra Ghana el 14 de diciembre de 1999, donde fue honrado por la Federación griega por su contribución general al fútbol.
El exfutbolista griego recordó su poco ortodoxa carrera a nivel de selecciones en la gala del 50 aniversario de la UEFA: "Lamento no haber podido llevar la camiseta nacional griega más de una vez y me arrepiento de no haberme marchado al extranjero. Me hubiera gustado jugar en una liga mejor, haber disfrutado del fútbol a ese nivel. Si pudiese volver atrás, haría algunas cosas de manera diferente".

## Palmarés

### Club
Pakhtakor
- Primera Liga Soviética
  - Campeón (1): 1972[3]

Iraklis
- Copa de Grecia
  - Campeón (1): 1975–76
- Copa de los Balcanes
  - Campeón (1): 1985

### Individual
- Premio al maestro deportivo soviético
  - Maestro de deportes: 1974[3]
- Golden Player de la UEFA
  - Jugador de oro de Grecia: 1954-2003